# Очікування (опера Тарівердієва)
«Очікування» (рос. Ожидание) — моноопера російського композитора Мікаела Тарівердієва за поемою Роберта Рождественського «Очікування (монолог жінки)» (1982). Твір було написано спеціально для Камерного театру Бориса Покровського «в розрахунку на унікальний талант Марії Лемешевої», солістки театру (дочки Сергія Лемешева та Ірини Масленникової, падчерки Покровського).
Прем'єра відбулася в театрі Покровського 26 жовтня 1985 року з М. Лемешевою в єдиній ролі. Вона залишалася в цьому театрі її єдиною виконавицею, в тому числі і при відновленні опери в XXI столітті.

## Синопсис
В опері діє один персонаж — «Вона», героїня, що приходить на побачення на 32 хвилини раніше за чоловіка, і за час очікування встигає пережити бурю різних емоцій, які вона висловлює у вигляді монологу.
«Сучасна жінка, замотана усіма проблемами, обов'язками та соціальними функціями, покладеними на неї суспільством, та й, по правді кажучи, нею самою (в колишньому запалі емансипації), приходить на побачення з коханим і чекає його під годинником. Що коїться у неї в душі за тридцять дві хвилини цього болісного очікування — від пристрасної запалу до зневіри і майже розпачу — все це малює нам музика Тарівердієва із привабливою простотою і правдивістю».
У класичній постановці опера не має хеппі-енду: «вона завершується сумно, просвітлено, але сумно — як мінімум, великим питанням, і в першій постановці (тобто біля Покровського) це було показано цілком конкретно — героїня йде одна». Але, наприклад, у версії «Нової опери» (2010 рік) був дан оптимістичний фінал, який викликав бурю позитивних емоцій у залі — героїня дочекалася того, заради кого прийшла на побачення.

## Музика
«Музика Тарівердієва позбавлена новацій композиції (…), вона легка і доступна, балансує на межі академізму та естради. „Може бути, гармонійна мова цієї опери могла би бути більш терпкою, насиченою. Але все ж я віддаю перевагу мові емоційній“, — писав про свою роботу сам композитор. Та Тарівердієву це вдалося: музика його не банальна, хоча в ній багато що впізнається, а саме легка і витончена, і що найголовніше, дуже щира. Слухач з інтересом стежить за монологом героїні, за її мінливими настроями — потаємною пристрастю, томливої тугою, нетерпінням, спустошеністю і смутком».

## Постановки
- «Очікування», Московський камерний музичний театр, 1985 рік, режисер-постановник Борис Покровський. (Відновлено 22 травня 2009 року)
- «Очікування», Софійський театр опери та балету, 1990 рік
- «Очікування», Єреванський театр опери та балету, 1992 рік
- «Очікування», Волгоградський музичний театр. Диригент-постановник А. Смирнов, 2010 рік

## Дискографія
- «Акварелі». Виконує М. Лемешева.